# Kutamendala
Kutamendala is een bestuurslaag in het regentschap Brebes van de provincie Midden-Java, Indonesië. Kutamendala telt 11.261 inwoners (volkstelling 2010).